# 马蒂亚斯·比利亚卡
马蒂亚斯·比利亚卡（1999年1月20日—），克罗地亚男子水球运动员，2022年欧洲男子水球锦标赛金牌得主、2024年欧洲男子水球锦标赛银牌得主、2024年世界游泳锦标赛男子水球金牌得主、2024年夏季奥林匹克运动会男子银牌得主。